# Patrizia Barbuiani
Patrizia Barbuiani (Lugano, 1981) è un'attrice teatrale, regista teatrale e scrittrice svizzera.

## Carriera
Dopo la sua formazione triennale di teatro con diploma in svariate discipline si orienta e specializza sulla tecnica dell‘improvvisazione teatrale, sulla voce e sulle potenzialità dell‘attore. Ingaggiata in alcune compagnie teatrali recita in Svizzera e Italia.
Collabora poi con la Televisione Svizzera per cinque anni per animare e presentare trasmissioni in diretta per un pubblico giovanile e adulto.
Da quindici anni collabora intensivamente con la Markus Zohner Theater Compagnie in veste di attrice, nella creazione di spettacoli e nel promuovere progetti internazionali di teatro in tutto il mondo.
Spettacoli quali Storie eroticomiche da Le Mille e una notte, La storia del soldato di Ramuz e Strawinski, Odyssee da Omero, Ha!Hamlet da William Shakespeare, White Cherry Cechov di Anton Checov, la portano a recitare in italiano e tedesco in tutto il mondo confrontandosi con culture e lingue diverse, in Europa Centrale, Federazione Russia, Finlandia, Paesi Baltici, Pakistan,  Iran, Egitto, Armenia, Turchia, New York, Ecuador, Costa Rica, Venezuela, Colombia, Argentina, Brasile.
Alterna la sua attività teatrale con quella letteraria. Il suo romanzo La stiratrice è stato pubblicato da Manni editore, i suoi testi teatrali hanno esordito in Svizzera e Germania. Oltre alla sua attività in veste di creatrice e regista di spettacoli, tiene corsi di teatro in Svizzera, Germania e nel mondo.
Nel 2010 fonda la sua compagnia TeatroX con la quale si prefigge di ricercare nuove tematiche basate sul testo, le immagini, il movimento, la musica con lo scopo di produrre spettacoli e allargare il campo creativo attraverso interscambio e compartecipazione con enti teatrali in altri paesi.

### Attrice

#### Teatrografia parziale
- Odissea, per la Markus Zohner Theater Compagnie, Lugano / Svizzera, con Patrizia Barbuiani e Markus Zohner, tuttora in tournée mondiale
- HA!HAmlet, adattamento del Amleto di William Shakespeare, Markus Zohner Theater Compagnie, Lugano / Svizzera, tuttora in tournée mondiale
- Storie erotiComiche da "Le mille e una notte", Markus Zohner Theater Compagnie, Lugano / Svizzera, tuttora in tournée in Italia e in Germania
- White Cherry Cechov - Il giardino dei ciliegi , da Anton Čechov, per la Markus Zohner Theater Compagnie, Lugano / Svizzera
- Giulietta&Romeo&Juliet, Opus musicale e teatrale da Ovidio al dramma di Shakespeare

### Regista

#### Teatrografia parziale
- Odissea, per la Markus Zohner Theater Compagnie, Lugano / Svizzera, tuttora in tournée mondiale
- HA!HAmlet, adattamento dell'Amleto di William Shakespeare, per la Markus Zohner Theater Compagnie, Lugano / Svizzera, tuttora in tournée mondiale
- Storie ErotiComiche da "Le mille e una notte, per la Markus Zohner Theater Compagnie, Lugano / Svizzera, tuttora in tournée in Italia e in Germania
- White Cherry Cechov - Il giardino dei ciliegi di Anton Čechov, per la Markus Zohner Theater Compagnie, Lugano / Svizzera
- Hans Christian Andersen - La doppia vita di uno strano poeta, per la Markus Zohner Theater Compagnie, Lugano / Svizzera
- Domitilla e la Stella delle parole perse, per la Markus Zohner Theater Compagnie, Lugano / Svizzera
- Eva & Adam, per la Markus Zohner Theater Compagnie, Lugano / Svizzera
- Angeli ribelli, per il Teatro PAN, Lugano / Svizzera
- Giulietta&Romeo&Juliet, Opus musicale e teatrale da Ovidio al dramma di Shakespeare

## Opere letterarie
- La stiratrice, I ed., Manni Editori (collana Pretesti), Lecco, 2006,  pp. 318 p., ISBN 88-8176-831-3.[1]